# Черновец
Чѐрновец (до 1943 г. Арап чал) е връх с височина 1833,7 m в рида Алабак, Западни Родопи.
Намира се в югозападната част на рида, на северозапад от Велинград. Върхът е изграден от гнайси, а склоновете му са покрити с кафяви горски почви и гъсти иглолистни гори.